# Australian Open de 1992
O Australian Open de 1992 foi um torneio de tênis disputado nas quadras duras do Flinders Park, em Melbourne, na Austrália, entre 13 e 26 de janeiro. Corresponde à 24ª edição da era aberta e à 80ª de todos os tempos.

## Finais

### Profissional
| Categoria | Evento    | Campeã(s)(o/ões)                      | Vice-campeã(s)(o/ões)                   | Resultado          | Chave(s)  | Chave(s)       |
| --------- | --------- | ------------------------------------- | --------------------------------------- | ------------------ | --------- | -------------- |
| Simples   | Masculino | Jim Courier                           | Stefan Edberg                           | 6–3, 3–6, 6–4, 6–2 | principal | qualificatório |
| Simples   | Feminino  | Monica Seles                          | Mary Joe Fernández                      | 6–2, 6–3           | principal | qualificatório |
| Duplas    | Masculino | Todd Woodbridge Mark Woodforde        | Kelly Jones Rick Leach                  | 6–4, 6–3, 6–4      | principal | principal      |
| Duplas    | Feminino  | Arantxa Sánchez Vicario Helena Suková | Mary Joe Fernandez Zina Garrison        | 6–4, 7–63          | principal | principal      |
| Duplas    | Misto     | Nicole Provis Mark Woodforde          | Arantxa Sánchez Vicario Todd Woodbridge | 6–3, 4–6, 11–9     | principal | principal      |

### Juvenil
| Categoria | Evento    | Campeã(s)(o/ões)                | Vice-campeã(s)(o/ões)         | Resultado | Chave(s)  | Chave(s)       |
| --------- | --------- | ------------------------------- | ----------------------------- | --------- | --------- | -------------- |
| Simples   | Masculino | Grant Doyle                     | Brian Dunn                    | 6–2, 6–0  | principal | qualificatório |
| Simples   | Feminino  | Joanne Limmer                   | Lindsay Davenport             | 7–5, 6–2  | principal | qualificatório |
| Duplas    | Masculino | Grant Doyle Brad Sceney         | Lex Carrington Jason Thompson | 6–4, 6–4  | principal | principal      |
| Duplas    | Feminino  | Lindsay Davenport Nicole London | Maija Avotins Joanne Limmer   | 6–2, 7–5  | principal | principal      |